# Bess Truman
Elizabeth Virginia Wallace Truman, detta Bess (Independence, 13 febbraio 1885 – Independence, 18 ottobre 1982), è stata una first lady statunitense, moglie di Harry S. Truman, 36° presidente degli Stati Uniti d'America dal 1945 al 1953.

## Biografia

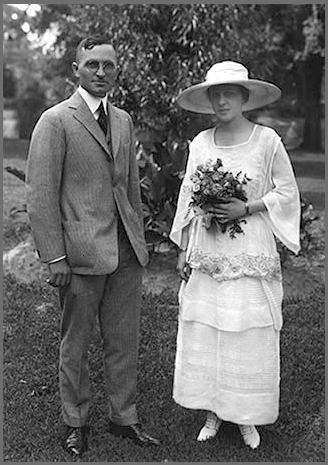
Il matrimonio di Harry e Bess Truman nel 1919.

Elizabeth Virginia Wallace era la più grande dei quattro figli di David Willock Wallace (1860-1903) e di sua moglie Margaret Elizabeth Gates (1862-1952). Fu conosciuta col soprannome "Bessie" sin dall'infanzia. Frequentò la stessa scuola del futuro marito Harry S. Truman dalle elementari in avanti. Studiò a Kansas City, ma nel 1903 dovette tornare ad Independence, dopo che il padre si suicidò.
Il 28 giugno 1919, Bess ed Henry Truman si sposarono e dalla loro unione nel 1924 nacque Margaret Truman. Quando nel 1934 Truman fu eletto senatore, l'intera famiglia dovette trasferirsi a Washington e nel 1944 divenne vice presidente. In seguito alla morte di Franklin D. Roosevelt il 12 aprile 1945, Harry Truman diventò il nuovo presidente degli Stati Uniti d'America, e sua moglie Bess, la nuova first lady.
Bess Truman trovava la mancanza di privacy della Casa Bianca davvero sgradevole, così come non apprezzava particolarmente la vita mondana a cui il suo ruolo la costringeva. Benché riuscì a soddisfare tutti i compiti che gravavano sulla first lady, Bess Truman si limitò a fare solo ciò che riteneva necessario. Durante la ristrutturazione della Casa Bianca, avvenuta durante il secondo mandato di Truman, la famiglia presidenziale si trasferì presso la Blair House, dove mantenne la propria vita sociale ai minimi storici.
Per tali ragioni, le differenze contrastanti con Eleanor Roosevelt, che l'aveva preceduta nel ruolo di first lady, furono evidenti. A differenza della Roosevelt, la Truman tenne una sola conferenza stampa, con domande scritte ed approvate in anticipo, a cui la first lady rispose con monosillabi e vari "no comment". A chi le chiese se avesse voluto che sua figlia diventasse presidente, rispose "most definitely not" ("decisamente no").
Nel 1953 i Truman tornarono a vivere ad Independence dove Harry Truman lavorò alle proprie memorie, mentre Bess nel 1959 dovette lottare con un tumore che si rivelò benigno. Suo marito morì nel 1972 all'età di ottantotto anni, mentre Bess ne aveva ottantasette: i Truman erano diventati la coppia presidenziale più longeva sino a quel momento. Bess Truman invece morì il 18 ottobre 1982 per un attacco cardiaco. Con i suoi 97 anni al momento della morte, Bess Truman rappresenta la più longeva first lady nella storia degli Stati Uniti.